# Nacaduba nebulosa
Nacaduba nebulosa är en fjärilsart som beskrevs av Druce 1892. Nacaduba nebulosa ingår i släktet Nacaduba och familjen juvelvingar. Inga underarter finns listade i Catalogue of Life.